# Militärakademie für funktechnische Ingenieure der Luftverteidigung, L.A. Goworow
Die Militärakademie für funktechnische Ingenieure der Luftverteidigung, Leonid Alexandrowitsch Goworow gehörte zu den vier Akademien im Bereich Luftstreitkräfte/Luftverteidigung der ehemaligen Sowjetarmee.

## Geschichte
Die Geschichte dieser Akademie reicht bis in das Jahr 1941 zurück. Damals wurde die Luftverteidigungsfakultät aus der Frunse-Militärakademie ausgegliedert. Auf der Grundlage dieser Fakultät entstand die Militärhochschule der Luftverteidigung der Roten Armee. Die Schule wurde 1946 in Akademie des Artilleriefunkmesswesens und 1948 in Militärakademie für Funktechnik der Luftstreitkräfte umbenannt. Die letzte Umbenennung zum heutigen Namen erfolgte 1968. Die Verleihung des Namens Marschall der Sowjetunion L.A. Goworow fand 1955 statt. Die Akademie war in Charkiw beheimatet.
Ziel der Akademie war die Ausbildung von Militäringenieuren für Funktechnik und Funkelektronik. Daneben spielte die Ausarbeitung von Problemen des militärischen Einsatzes von funkelektronischen Mittel eine entscheidende Rolle.
Auszeichnungen
- Orden der Oktoberrevolution